# Заглав
Заглав је насељено место у саставу општине Сали, на Дугом отоку у Задарској жупанији, Република Хрватска.

## Историја
До територијалне реорганизације у Хрватској налазио се у саставу старе општине Задар.

## Становништво
На попису становништва 2011. године, Заглав је имао 174 становника.

## Попис1991.
На попису становништва 1991. године, насељено место Заглав је имало 369 становника, следећег националног састава:
| Попис 1991.‍ | Попис 1991.‍ | Попис 1991.‍ | Попис 1991.‍ | Попис 1991.‍ |
| ----------- | ----------- | ----------- | ----------- | ----------- |
|             |             |             |             |             |
| Хрвати      | Хрвати      |             | 344         | 93,22%      |
| Југословени | Југословени |             | 1           | 0,27%       |
| Словенци    | Словенци    |             | 1           | 0,27%       |
| непознато   | непознато   |             | 23          | 6,23%       |
| укупно: 369 |             |             |             |             |